# Henry Norris Russell
Pour les articles homonymes, voir Russell.
Henry Norris Russell, né le 25 octobre 1877 à Oyster Bay dans l'État de New York et mort le 18 février 1957 à Princeton au New Jersey, est un astronome américain. Avec Ejnar Hertzsprung, il développa le diagramme de Hertzsprung-Russell (1910). Il était surnommé le Dean of American astronomers (le doyen des astronomes américains).

## Biographie
Henry Russell Norris vient d'une famille portée vers les sciences. Sa grand-mère maternelle a gagné un prix en mathématiques lors de sa graduation à l'université Rutgers en 1840. Sa mère était première de promotion (féminine) lors de ses études à l'université d'Édimbourg. Ses parents lui font observer le transit de Vénus de 1882 quand il n'a que 5 ans.
Jusqu'à l'âge de 12 ans, Henry Russell Norris suit principalement une éducation au foyer. Il suit ensuite les cours préparatoires de Princeton (Princeton Preparatory School), puis étudie à l'université de Princeton où il obtient son doctorat après un parcours scolaire exemplaire en 1897 à tout juste 20 ans. En 1899, il publie son premier essai post-universitaire en astronomie, « The Atmosphere of Venus », dans le journal scientifique Astrophysical Journal.
Il travaille à l'Observatoire de Cambridge de 1903 à 1905 avec Arthur Robert Hinks (1873–1945). Pendant cette période, il tente de mesurer les parallaxes trigonométriques des étoiles sans grand succès.
Il devint professeur d'astronomie à Princeton en 1905 puis directeur de l'observatoire en 1911 jusqu'à sa retraite en 1947. À partir de 1921, son attention se porte également sur l'application de la physique quantique à l'astrophysique, et sur la configuration des électrons dans les métaux rares. Il remet en question la méthodologie de datation de la croute terrestre, rapportant son âge entre 2 et 8 milliards d'années, ce que des travaux scientifiques confirmeront bien des années plus tard. De 1927 à 1947, il dirige également le CA Young Research Professorship mis en place en 1897 par les anciens élèves de sa propre promotion. Dans les années 1920, il devient chercheur associé à l'observatoire du Mont Wilson, alors le plus performant au monde.

## Travaux
Henry Norris-Russell met au point le diagramme de Hertzsprung-Russell avec Ejnar Hertzsprung, un système élaboré après que Russell ait observé une corrélation entre type spectral et magnitude absolue des étoiles en inférant une parallaxe dynamique. Il complète ce travail avec des tables de classification des systèmes stellaires. Ces innovations scientifiques sont présentées dans son ouvrage « The Masses of the Stars » (1940),.
- Le théorème de Vogt-Russell (avec Heinrich Vogt (en) (1890-1968)), en astrophysique
- Le couplage de Russell–Saunders ou couplage de moment angulaire (avec Frederick A. Saunders (de) (1875-1963)), en spectroscopie

Henry Norris-Russell met au point le système d’abréviations de trois lettres pour désigner les constellations, adopté par l’Union astronomique internationale lors de son assemblée générale d’inauguration à Rome en 1922 (Transactions of the International Astronomical Union, vol. I, 1922, p. 158). Russell co-crédita Hertzsprung, mais ce dernier renia cette paternité.
Ses travaux ont aussi porté sur la popularisation de l'astronomie, l'origine des planètes, et les ponts entre religion et sciences.

## Autres fonctions
- À partir du 17 juin 1937 : Membre étranger de la Royal Society[3]
- À partir de 1947 : Directeur emeritus de l'université de Princeton[3]

## Récompenses
- 1921 : Médaille d'or de la Royal Astronomical Society pour ses travaux sur l'évolution des étoiles[3]
- 1922 : Médaille Henry Draper
- 1922 : prix Lalande
- 1925 : Médaille Bruce[1]
- 1925 : prix Rumford pour ses travaux sur les rayonnements stellaires.
- 1934 : Médaille Franklin

## Hommages
- Maîtrise de conférences Henry Norris Russell de la Société américaine d'astronomie
- Le cratère Russell sur la Lune
- Le cratère Russell (en) sur Mars
- L'astéroïde (1762) Russell

## Vie privée
Henry Norris Russell est marié à Lucy May Cole (1881-1968). Ils ont quatre enfants.